# Saison 3 d'Animal Kingdom
Chronologie
Saison 2 Saison 4
Cet article présente le guide des épisodes de la troisième saison de la série télévisée américaine Animal Kingdom.

## Généralités
- Aux États-Unis, la saison a été diffusée du 29 mai 2018 au 21 août 2018 sur TNT.
- Au Canada, la saison a été diffusée du 7 octobre 2018 au 30 décembre 2018 sur Bravo!.

## Distribution

### Acteurs principaux
- Ellen Barkin (VF : Blanche Ravalec ; VQ : Claudine Chatel) : Janine « Smurf » Cody
- Shawn Hatosy (VF : Olivier Augrond ; VQ : Hugolin Chevrette) : Andrew « Pope » Cody
- Ben Robson (en) (VF : Félicien Juttner ; VQ : Adrien Bletton) : Craig Cody
- Jake Weary (VF : Eilias Changuel ; VQ : Maël Davan-Soulas) : Deran Cody
- Finn Cole (VF : Julien Bouanich ; VQ : Alexandre Bacon) : Joshua « J » Cody
- Molly Gordon (VF : Pauline Belle ; VQ : Ludivine Reding) : Nicky Belmont (épisodes 1 à 6)
- Carolina Guerra (VF : Emmanuelle Rivière) : Lucy

### Acteurs récurrents
- Sohvi Rodriguez (VF : Pauline Ziadé) : Mia Benitez[1] (12 épisodes)
- Aamya Deva Keroles (VF : Oriane Solomon) : Lena Blackwell (8 épisodes)
- Dichen Lachman (VF : Laure Sagols) : Frankie[2] (8 épisodes)
- Spencer Treat Clark (VF : Benjamin Egner) : Adrian Dolan (7 épisodes)
- Yuly Mireles (VF : Carole Franck) : Tina Trujillo (7 épisodes)
- Damon Erik Williams (VF : Abdel-Rahym Madi) : Clark « Linc » Lincoln[1] (7 épisodes)
- Denis Leary (VF : Philippe Vincent) : Billy[3] (7 épisodes)
- Laura San Giacomo (VF : Marie-Armelle Deguy) : Morgan Wilson (6 épisodes)
- Gil Birmingham (VF : Bruno Abraham-Kremer) : Pearce[2] (5 épisodes)
- Rey Gallegos (VF : Jean-Marc Charrier) : Pedro « Pete » Trujillo (5 épisodes)
- Christina Ochoa (VF : Célia Rosich) : Renn Randall (4 épisodes)
- Matthew Fahey (VF : Sébastien Ossard) : Colby (4 épisodes)
- Joseph Julian Soria (VF : Benjamin Penamaria) : Marco (3 épisodes)

### Invités
- Scott Speedman (VF : Laurent Maurel ; VQ : Nicolas Charbonneaux-Collombet) : Barry « Baz » Blackwell (épisodes 1 et 3)
- C. Thomas Howell (VF : Richard Leroussel) : Paul Belmont (épisodes 5 et 7)
- Karen Malina White : Dina (épisode 2)

## Épisodes

### Épisode 1:Barry Blackwell
- États-Unis : 29 mai 2018 sur TNT[4]
- Canada : 7 octobre 2018 sur Bravo!
- France : 6 décembre 2018 sur Warner TV

 États-Unis :
- 1,607 million de téléspectateurs[5] (diffusion à 0 h 25)
- 1,3 million de téléspectateurs[6] (diffusion à 21 h)

- Christina Ochoa (Renn Randall)
- Gil Birmingham (Pearce)
- Sohvi Rodriguez (Mia Benitez)
- Rey Gallegos (Pete Trujillo)
- Aamya Deva Keroles (Lena Blackwell)
- Yuly Mireles (Tina Trujillo)

### Épisode 2:Dans le rouge
- États-Unis : 5 juin 2018 sur TNT
- Canada : 14 octobre 2018 sur Bravo!
- France : 6 décembre 2018sur Warner TV

- Christina Ochoa (Renn Randall)
- Spencer Treat Clark (Adrian)
- Laura San Giacomo (Morgan Wilson)
- Sohvi Rodriguez (Mia Benitez)
- Karen Malina White (Dina)
- Matthew Fahey (Colby)
- Aamya Deva Keroles (Lena Blackwell)
- Yuly Mireles (Tina Trujillo)

### Épisode 3:Le Pilier
- États-Unis : 12 juin 2018 sur TNT
- Canada : 21 octobre 2018 sur Bravo!
- France : 13 décembre 2018 sur Warner TV

- Christina Ochoa (Renn Randall)
- Sohvi Rodriguez (Mia Benitez)
- Damon Erik Williams (Clark Lincoln)
- Rey Gallegos (Pete Trujillo)
- Aamya Deva Keroles (Lena Blackwell)
- Yuly Mireles (Tina Trujillo)

### Épisode 4:Les Loups
- États-Unis : 19 juin 2018 sur TNT
- Canada : 28 octobre 2018 sur Bravo!
- France : 13 décembre 2018 sur Warner TV

- Gil Birmingham (Pearce)
- Denis Leary (Billy)
- Dichen Lachman (Frankie)
- Sohvi Rodriguez (Mia Benitez)
- Damon Erik Williams (Clark Lincoln)
- Matthew Fahey (Colby)
- Aamya Deva Keroles (Lena Blackwell)

### Épisode 5:Les Prédateurs
- États-Unis : 26 juin 2018 sur TNT
- Canada : 4 novembre 2018 sur Bravo!
- France : 20 décembre 2018 sur Warner TV

- Gil Birmingham (Pearce)
- Denis Leary (Billy)
- Dichen Lachman (Frankie)
- Sohvi Rodriguez (Mia Benitez)
- Damon Erik Williams (Clark Lincoln)
- Aamya Deva Keroles (Lena Blackwell)
- Yuly Mireles (Tina Trujillo)
- C. Thomas Howell (Paul Belmont)

### Épisode 6:Les Brésiliens
- États-Unis : 3 juillet 2018 sur TNT
- Canada : 11 novembre 2018 sur Bravo!
- France : 20 décembre 2018 sur Warner TV

- Denis Leary (Billy)
- Dichen Lachman (Frankie)
- Sohvi Rodriguez (Mia Benitez)
- Damon Erik Williams (Clark Lincoln)
- Laura San Giacomo (Morgan Wilson)
- Aamya Deva Keroles (Lena Blackwell)
- Yuly Mireles (Tina Trujillo)

### Épisode 7:Mise en garde
- États-Unis : 10 juillet 2018 sur TNT
- Canada : 18 novembre 2018 sur Bravo!
- France : 20 décembre 2018 sur Warner TV

- Gil Birmingham (Pearce)
- Denis Leary (Billy)
- Dichen Lachman (Frankie)
- C. Thomas Howell (Paul Belmont)
- Sohvi Rodriguez (Mia Benitez)
- Spencer Treat Clark (Adrian)
- Joseph Julian Soria (Marco)
- Damon Erik Williams (Clark Lincoln)
- Laura San Giacomo (Morgan Wilson)
- Matthew Fahey (Colby)

### Épisode 8:Le Retour
- États-Unis : 17 juillet 2018 sur TNT
- Canada : 25 novembre 2018 sur Bravo!
- France : 27 décembre 2018 sur Warner TV

- Gil Birmingham (Pearce)
- Denis Leary (Billy)
- Dichen Lachman (Frankie)

### Épisode 9:Libertad
- États-Unis : 24 juillet 2018 sur TNT
- Canada : 2 décembre 2018 sur Bravo!
- France : 27 décembre 2018 sur Warner TV

- Denis Leary (Billy)
- Sohvi Rodriguez (Mia Benitez)
- Spencer Treat Clark (Adrian)
- Damon Erik Williams (Clark Lincoln)
- Laura San Giacomo (Morgan Wilson)
- Rey Gallegos (Pete Trujillo)
- Matthew Fahey (Colby)
- Aamya Deva Keroles (Lena Blackwell)

### Épisode 10:Fils à maman
- États-Unis : 31 juillet 2018 sur TNT
- Canada : 9 décembre 2018 sur Bravo!
- France : 27 décembre 2018 sur Warner TV

- Christina Ochoa (Renn Randall)
- Denis Leary (Billy)
- Dichen Lachman (Frankie)
- Sohvi Rodriguez (Mia Benitez)
- Spencer Treat Clark (Adrian)
- Damon Erik Williams (Clark Lincoln)
- Joseph Julian Soria (Marco)
- Laura San Giacomo (Morgan Wilson)
- Rey Gallegos (Pete Trujillo)
- Yuly Mireles (Tina Trujillo)

### Épisode 11:Jackpot
- États-Unis : 7 août 2018 sur TNT
- Canada : 16 décembre 2018 sur Bravo!
- France : 3 janvier 2019 sur Warner TV

- Sohvi Rodriguez (Mia Benitez)
- Spencer Treat Clark (Adrian)
- Joseph Julian Soria (Marco)
- Rey Gallegos (Pete Trujillo)
- Yuly Mireles (Tina Trujillo)

### Épisode 12:La Famille d'accueil
- États-Unis : 14 août 2018 sur TNT
- Canada : 23 décembre 2018 sur Bravo!
- France : 3 janvier 2019 sur Warner TV

- Dichen Lachman (Frankie)
- Sohvi Rodriguez (Mia Benitez)
- Spencer Treat Clark (Adrian)
- Laura San Giacomo (Morgan Wilson)
- Aamya Deva Keroles (Lena Blackwell)

### Épisode 13:Les Hyènes
- États-Unis : 21 août 2018 sur TNT
- Canada : 30 décembre 2018 sur Bravo!
- France : 3 janvier 2019 sur Warner TV

- Dichen Lachman (Frankie)
- Sohvi Rodriguez (Mia Benitez)
- Spencer Treat Clark (Adrian)